# キェル・ベッチェン
キェル＝アリク・ベッチェン（Kjell-Arik Wätjen, 2006年2月16日 - ）は、ドイツのノルトライン＝ヴェストファーレン州ゲーヴェルスベルク出身のプロサッカー選手。ブンデスリーガのボルシア・ドルトムント所属。ポジションはミッドフィールダー。

## 経歴
地元のFSVゲーヴェルスベルクを経て、2015年に9歳でボルシア・ドルトムントのユースアカデミーに加入。
2023年、17歳の時点で既にU-19チームのレギュラーとして試合に出場するようになった。
2024年3月末にドルトムントと2028年6月までのプロ契約を結んだ。4月5日のFCアウクスブルク戦に途中出場してプロデビューし、プロ初アシストを記録した。

## 代表歴
2023年のUEFA U-17欧州選手権のドイツ代表に選出され、グループステージのスコットランド戦で得点を記録した。

## タイトル

### 代表
- U-17ドイツ代表
  - UEFA U-17欧州選手権：2023